# Ивашкевич, Василий Павлович
Ивашкевич Василий Павлович (14 марта 1928, Гребени, Мозырский округ — 14 июля 1997, Москва) — начальник комбината «Прокопьевскуголь», Герой Социалистического Труда (1971).

## Биография
Родился 14 марта 1928 года в деревне Гребени, Лельчицкий район, Белоруссия.
Образование высшее, окончил высшие инженерные курсы при Томском политехническом институте по специальности «инженер по разработке пластовых (угольных) месторождений».
К трудовой деятельности приступил в 1945 году съёмщиком, затем участковым маркшейдером шахты «Зиминка».
- 1948—1949 гг. — маркшейдер строительной конторы № 1 треста «Прокопьевскуголь»;
- 1949—1950 гг. — главный маркшейдер шахты «Зиминские уклоны» треста «Прокопьевскуголь»;
- 1950—1953 гг. — учёба в институте;
- 1953—1955 гг. — помощник главного инженера, заместитель главного инженера шахты им. Калинина;
- 1955—1958 гг. — зам. главного инженера, затем главный инженер шахты «Зиминка 3-4»;
- 1958—1961 гг. — начальник шахты «Зиминка-Капитальная» треста «Прокопьевскуголь»;
- 1961—1965 гг. — управляющий трестом «Томусауголь»;
- 1971—1975 гг. — управляющий трестом, начальник комбината «Прокопьевскуголь»;
- 1975—1979 гг. — директор ВНИИГидроуголь, г. Новокузнецк; промышленности СССР, г. Москва.

Удостоен звания Героя Социалистического Труда.
Скончался 14 июля 1997 года в Москве.

## Награды
- Медаль «Серп и Молот»;
- Орден Ленина;
- Орден Трудового Красного Знамени;
- Медаль «В ознаменование 100-летия со дня рождения Владимира Ильича Ленина»;
- Заслуженный шахтёр Российской Федерации.